# 呼张客运专线
呼张客运专线是中华人民共和国连接河北省张家口市和内蒙古自治区呼和浩特市的一条客运专线。线路全长286公里，车站7座，于2014年4月28日动工，乌兰察布-呼和浩特东段于2017年8月3日开通。2019年12月30日全线贯通运营，与京张城际铁路一起，构成内蒙古中部地区的进京通道京包客运专线。

## 命名
呼张铁路客运专线（官方正式名称：张呼铁路客运专线，简称张呼客专），工程名称为张家口至呼和浩特客运专线（根据铁路命名方式，除特殊规定外，铁路命名时上行方向在前，下行方向在后）。本线在中国铁路系统内部被视为京包客专线的一部分。

## 线路规划
起点为张家口站，途径设怀安站，兴和北站，乌兰察布站，卓资东站，旗下营南站，终点呼和浩特东站。线路经过河北省张家口市万全区，怀安县、尚义县，内蒙古自治区乌兰察布市兴和县、察哈尔右翼前旗、 集宁区、卓资县。乌兰察布站及其以西已于2017年8月3日开通。

## 车站
| 车站名称     | 所在区域     | 所在区域   | 所在区域       | 启用日期                          | 连接铁路                           | 城市轨道交通换乘路线 |
| ------------ | ------------ | ---------- | -------------- | --------------------------------- | ---------------------------------- | -------------------- |
| 呼张客运专线 |              |            |                |                                   |                                    |                      |
| 张家口站     | 河北省       | 张家口市   | 桥东区         | 1957年 （2019年12月30日重新启用） | 京张城际铁路 大张客运专线 京包铁路 |                      |
| 怀安站       | 河北省       | 张家口市   | 怀安县         | 2019年12月30日                    | 大张客运专线                       |                      |
| 兴和北站     | 内蒙古自治区 | 乌兰察布市 | 兴和县         | 2019年12月30日                    |                                    |                      |
| 乌兰察布站   | 内蒙古自治区 | 乌兰察布市 | 察哈尔右翼前旗 | 2017年8月3日                      | 乌大高速铁路                       |                      |
| 卓资东站     | 内蒙古自治区 | 乌兰察布市 | 卓资县         | 2012年12月3日                     | 京包铁路                           |                      |
| 旗下营南站   | 内蒙古自治区 | 乌兰察布市 | 卓资县         | 2018年                            |                                    |                      |
| 呼和浩特东站 | 内蒙古自治区 | 呼和浩特市 | 新城区         | 2010年12月25日                    | 京包铁路                           | 呼和浩特地铁1号线    |

## 运营
2019年6月13日11时47分，两列重联的和谐号CRH5型电力动车组载着检测设备，从乌兰察布站驶出，开始对乌兰察布-怀安区间进行检测和调试。检测期间，列车以不同速度运行，最高达到了250公里/小时。